# Ciderhusreglerna (roman)
Ciderhusreglerna (engelska: The Cider House Rules) är en amerikansk roman från 1985 skriven av John Irving.